# Gran Premio Industria y Artigianato-Larciano
El Gran Premio Industria y Artigianato-Larciano (oficialmente: GP Industria & Artigianato), en su día denominada Circuito de Larciano, es una carrera ciclista italiana de un día que se disputa en la ciudad de Larciano (provincia de Pistoia, región de Toscana), en el mes de marzo (anteriormente se disputó a finales de abril o principios de mayo).
Las primeras ediciones con el nombre de Circuito de Larciano fueron critériums de exhibición no oficiales hasta que en 1977 se creó el Gran Premio Industria y Artigianato-Larciano. La edición de 1997 fue válida como el Campeonato de Italia en Ruta. En los años 1990 y principios de los 2000 fue una carrera de categoría 1.2. Desde la creación de los Circuitos Continentales UCI en 2005 forma parte del UCI Europe Tour, dentro de la categoría 1.1 y en 2017 pasó a ser carrera de categoría 1.HC (máxima categoría de carreras de un día para circuitos continentales UCI).

## Palmarés
| Año                                                                      | Ganador                  | Segundo                  | Tercero                    |           |
| ------------------------------------------------------------------------ | ------------------------ | ------------------------ | -------------------------- | --------- |
| Circuito de Larciano (ediciones de exhibición no oficiales - criteriums) |                          |                          |                            |           |
| 1967                                                                     | Michele Dancelli         | Franco Bitossi           | Vittorio Adorni            |           |
| 1968                                                                     | Vittorio Adorni          | Franco Bitossi           | Gianni Motta               |           |
| 1969                                                                     | Franco Bitossi           | Gianni Motta             | Felice Gimondi             |           |
| 1970                                                                     | Franco Bitossi           | Mauro Simonetti          | Jean-Pierre Monseré        |           |
| 1971                                                                     | Felice Gimondi           | Franco Bitossi           | Rik Van Linden             |           |
| 1972 edición no realizada                                                |                          |                          |                            |           |
| 1973                                                                     | Franco Bitossi           | Eddy Merckx              | Felice Gimondi             |           |
| 1974                                                                     | Giacinto Santambrogio    | Franco Bitossi           | Ole Ritter                 |           |
| 1975                                                                     | Roger de Vlaeminck       | Francesco Moser          | Felice Gimondi             |           |
| 1976                                                                     | Felice Gimondi           | Walter Riccomi           | Mauro Vannucchi            |           |
| Gran Premio Industria y Artigianato-Larciano (ediciones profesionales)   |                          |                          |                            |           |
| 1977                                                                     | Giancarlo Tartoni        | Gabriele Mugnaini        | Attilio Rota               |           |
| 1978                                                                     | Francesco Moser          | Alfio Vandi              | Vittorio Algeri            |           |
| 1979                                                                     | Vittorio Algeri          | Francesco Moser          | Pierino Gavazzi            |           |
| 1980                                                                     | Giuseppe Saronni         | Pierino Gavazzi          | Bruno Leali                |           |
| 1981                                                                     | Pierino Gavazzi          | Gianbattista Baronchelli | Alfio Vandi                |           |
| 1982                                                                     | Gianbattista Baronchelli | Pierino Gavazzi          | Silvano Contini            |           |
| 1983                                                                     | Fabrizio Verza           | Sergio Santimaria        | Jesper Worre               |           |
| 1984                                                                     | Marco Franceschini       | Giuseppe Passuello       | Emanuele Bombini           |           |
| 1985                                                                     | Pierino Gavazzi          | Jesper Worre             | Sergio Scremin             |           |
| 1986                                                                     | Giovanni Bottoia         | Marco Franceschini       | Dag Erik Pedersen          |           |
| 1987                                                                     | Marino Amadori           | Stefano Colagè           | Gianni Bugno               |           |
| 1988                                                                     | Massimo Ghirotto         | Stefano Colagè           | Gianbattista Baronchelli   |           |
| 1989                                                                     | Edward Salas             | Gianbattista Baronchelli | Maurizio Fondriest         |           |
| 1990                                                                     | Dmitri Konyschew         | Massimo Ghirotto         | Leonardo Sierra            |           |
| 1991                                                                     | Gianni Faresin           | Stefano Cortinovis       | Giuseppe Petito            |           |
| 1992                                                                     | Gianni Faresin           | Stefano Colagè           | Daniel Steiger             |           |
| 1993                                                                     | Marco Saligari           | Piotr Ugriúmov           | Maurizio Molinari          |           |
| 1994                                                                     | Francesco Casagrande     | Bjarne Riis              | Andrea Ferrigato           |           |
| 1995                                                                     | Andrea Ferrigato         | Angelo Canzonieri        | Luca Gelfi                 |           |
| 1996                                                                     | Michele Bartoli          | Francesco Casagrande     | Claudio Chiappucci         |           |
| 1997                                                                     | Gianni Faresin           | Francesco Casagrande     | Valentino Fois             |           |
| 1998                                                                     | Romāns Vainšteins        | Mario Manzoni            | Luca Mazzanti              |           |
| 1999                                                                     | Massimo Podenzana        | Danilo Di Luca           | Luca Scinto                |           |
| 2000                                                                     | Danilo Di Luca           | Sergio Barbero           | Nicola Miceli              |           |
| 2001                                                                     | Davide Rebellin          | Francesco Casagrande     | Danilo Di Luca             |           |
| 2002                                                                     | Stefano Garzelli         | Giuliano Figueras        | Francesco Casagrande       |           |
| 2003                                                                     | Juan Fuentes Angullo     | Gabriele Colombo         | Fabiano Fontanelli         |           |
| 2004                                                                     | Damiano Cunego           | Igor Astarloa            | Ruggero Borghi             |           |
| 2005                                                                     | Luca Mazzanti            | Ruggero Marzoli          | Freddy González            |           |
| 2006                                                                     | Damiano Cunego           | Daniele Pietropolli      | Franco Pellizotti          |           |
| 2007                                                                     | Vincenzo Nibali          | Franco Pellizotti        | Mijailo Jalilov            |           |
| 2008                                                                     | Eddy Ratti               | Francesco Ginanni        | Luis Felipe Laverde        |           |
| 2009                                                                     | Daniele Callegarin       | Gabriele Bosisio         | Jackson Rodríguez          |           |
| 2010                                                                     | Daniele Ratto            | Miguel Ángel Rubiano     | Franco Pellizotti          |           |
| 2011                                                                     | Ángel Vicioso            | Giovanni Visconti        | Mauro Finetto              |           |
| 2012                                                                     | Filippo Pozzato          | Fabio Taborre            | Kristijan Đurasek          |           |
| 2013                                                                     | Mauro Santambrogio       | Patrick Sinkewitz        | Oscar Gatto                |           |
| 2014                                                                     | Adam Yates               | Davide Formolo           | Francesco Manuel Bongiorno |           |
| 2015 edición no realizada                                                |                          |                          |                            |           |
| 2016                                                                     | Simon Clarke             | Andrea Fedi              | Giovanni Visconti          |           |
| 2017                                                                     | Adam Yates               | Richard Carapaz          | Rigoberto Urán             |           |
| 2018                                                                     | Matej Mohorič            | Marco Canola             | Davide Ballerini           |           |
| 2019                                                                     | Maximilian Schachmann    | Mattia Cattaneo          | Andrea Vendrame            |           |
| 2020                                                                     | cancelada                | cancelada                | cancelada                  | cancelada |
| 2021                                                                     | Mauri Vansevenant        | Bauke Mollema            | Mikel Landa                |           |
| 2022                                                                     | Diego Ulissi             | Alessandro Fedeli        | Xandro Meurisse            |           |
| 2023                                                                     | Ben Healy                | Amanuel Ghebreigzabhier  | Mark Stewart               |           |
| 2024                                                                     | Marc Hirschi             | Thomas Silva             | Diego Ulissi               |           |

## Estadísticas

### Más victorias
| Ciclista        | Victorias | Años              |
| --------------- | --------- | ----------------- |
| Gianni Faresin  | 3         | 1991, 1992 y 1997 |
| Pierino Gavazzi | 2         | 1981 y 1985       |
| Damiano Cunego  | 2         | 2004 y 2006       |
| Adam Yates      | 2         | 2014 y 2017       |

En negrilla corredores activos.

### Victorias consecutivas
- Dos victorias seguidas:
  -  Gianni Faresin (1991, 1992)

## Palmarés por países
Solamente se contempla el Gran Premio Industria y Artigianato-Larciano (ediciones profesionales desde 1977).
| País        | Victorias |
| ----------- | --------- |
| Italia      | 33        |
| Australia   | 3         |
| España      | 2         |
| Reino Unido | 2         |
| Rusia       | 1         |
| Letonia     | 1         |
| Eslovenia   | 1         |
| Alemania    | 1         |
| Bélgica     | 1         |
| Irlanda     | 1         |
| Suiza       | 1         |